# A República dos Argonautas
O livro A República dos Argonautas é um romance infanto-juvenil escrito pela autora brasileira Anna Flora Ferraz de Camargo Coelho. Foi originalmente publicado no Brasil em 1998 com uma segunda edição de 2012.
Narrado em primeira pessoa, o livro acompanha a rotina da personagem principal na Vila Madalena durante a época da ditadura no Brasil. A narradora compara a ditadura com o mito grego dos Argonautas. Nos dois, existem os Argonautas, no entanto, no mito grego, os Argonautas estão em busca do velocino de ouro, ou seja, uma pele de carneiro que trará felicidade, e na Vila Madalena, os Argonautas são universitários, que querem o fim da ditadura.

## Contexto Histórico
O período em que a história ocorre é considerado, por muitos, o período mais sombrio da história brasileira, a ditadura. Esse nebuloso período em que os militares governaram o Brasil ficou marcado em nossa história como um período em que havia uma forte censura (vários autores foram proibidos de expor suas opiniões a respeito da forma de governo). Além disso, quem se opusesse à ditadura era exilado e torturado.
A narrativa se passa em 1979, quando a ditadura já não tinha a mesma força de antes, ela cedia em alguns aspectos e depois voltava atrás, e com o tempo, os militares já não estavam conseguindo controlar a população. Por isso, durante a história, vários manifestos acontecem, como por exemplo o da página 149, quando a narradora vai junto a seus amigos a uma concentração na Praça da Sé. Cada vez mais, a protagonista aprende a enxergar o que está acontecendo e vai criando sua opinião sobre o período político.
É possível notar a forte relação entre o livro e a ditadura a partir dos vários depoimentos que são apresentados, como por exemplo, o de Luiz Eduardo Greenhalgh na página 120: “Em um dos congressos pela anistia tinha um cara muito estranho que sempre estava sozinho e não conversava com ninguém. Nós desconfiamos que ele fosse da polícia e fomos perguntar. Ele negou, mas no dia seguinte não apareceu mais.
“Tempos depois, quando eu tive que ir ao DOPS, não é que eu dou de cara com o homem? Aí eu falei: ‘Viu? A gente não falou que você era da polícia?’.”
Viver na época da ditadura, era como enfrentar a difícil missão dos Argonautas.

## Espaço
A história se passa no bairro da Vila Madalena, localizado em São Paulo – SP. Na década de 70, o bairro era dominado por descendentes de portugueses, as pessoas costumavam morar em casinhas bem acomodadas e a maioria das ruas eram de terra com nomes simples e bonitos como: Girassol, Córrego das Corujas, Harmonia, Simpatia, Fidalga, Cardeal Arcoverde, Original e outros. A Vila era composta por vários bares, mas mesmo assim era um lugar seguro e agradável, em plena ditadura. A Vila ficou conhecida principalmente pelos estudantes da USP que foram morar lá, pois naquela época os prédios da universidade eram bastante invadidos pela polícia. A narradora fala um pouco sobre o Bar da Terra, lugar onde ela e os demais personagens costumavam frequentar, bem como a praça da Rua Morás.

## Enredo Principal
Na Vila Madalena, moravam vários casais portugueses, eles construíam casinhas nos quintais para seus filhos e depois essas casinhas foram alugadas para os novos moradores que chegavam. Na Vila moravam muitas pessoas simpáticas.
A narradora vai retratando o que cada um dos personagens principais gostava de fazer, sobre o humor “amargo” dos moradores, a vontade dos jovens em querer combater a ditadura da época.
Um dia alguns estudantes alugaram uma casa grande da esquina da Fidalga, pintaram cada parede de uma cor, desenharam um arco-íris na porta e escrevem “República dos Argonautas” na entrada da Vila.
Na Vila Madalena também foram morar cinco meninas chamadas “musas”. Elas fizeram muitas coisas novas e diferentes para a Vila, como por exemplo, criaram um ateliê de artes e abriram uma escola. Elas participavam do comitê pela anistia e faziam visitas aos presos políticos.
Em meio a esse cenário, a protagonista nos conta que nas escolas os professores de educação moral e cívica defendiam a ditadura, dizendo haver no país uma situação de democracia. Para desmascará-los, Magro, o principal argonauta, resolve distribuir pequenos espelhos aos estudantes, assim, no momento em que um professor se manifestasse, próprio rosto e, quem sabe, sentir vergonha.
Já prestes a entrar no Ensino Médio, a protagonista decide que sua participação política pode se dar criando um jornal na escola. O projeto dá certo e dura por alguns anos, mesmo chamava-se “Arca de Ideias”.
Nesse meio tempo a narradora tem a oportunidade de participar de sua primeira assembleia e também de uma grande passeata na Praça da Sé, na companhia de Dona Mábile e seu pai. Sente-se ameaçada pela presença da cavalaria da polícia e percebe, pela primeira vez, o medo que é viver em um período ditatorial.
Em muitas passagens do livro, a autora insere trechos de reportagens e depoimentos de pessoas reais que viveram na época. Ao se deparar com os depoimentos de presos que foram torturados, a protagonista se dá conta que nem a ficção (representada pela leitura da obra de Kafka) poderia ser tão violenta e cruel como a realidade vivida naquele momento no país.

### Principais personagens da Vila Madalena
• Magro: Argonauta da Vila Madalena, gostava muito de desenhar. Era  gentil, atencioso, charmoso e estudava arquitetura na FAU.
• Dona Mábile – a costureira
• Seu Jorge – dono de loja de tecidos
• Dona Dirce – tinha um armazém
• Seu Manoel – vendia banana
• Ângelo – barbeiro
• Marisete – manicure
• Lena – prima
• Monique – musa
• Carlos- Faz parte do jornal
• Alice – Fazia parte do jornal
• Natália – musa
• Jurema – musa
• Zeca, Tiago, Zé Pedro, Juliana, Luísa, Celina e André: Colegas de sala da narradora. Faziam parte do jornal da escola.

## Articulações entre os dois enredos
No livro “A República dos Argonautas”, são contadas duas histórias, de períodos diferentes. Uma delas é a história de uma jovem menina que vivia na Vila Madalena, na década de 70, que nos conta sobre a ditadura e sobre o que acontece em seu bairro. A segunda história, que também é narrada pela jovem menina, é sobre a lenda dos Argonautas gregos. Ambos os enredos. mesmo acontecendo em épocas diferentes, se relacionam. Em alguns momentos da narrativa, personagens da Grécia e vice versa.
O principal exemplo de intersecção é que, no mito grego, os Argonautas tinham como objetivo pegar o velocino de ouro, que era sinônimo de felicidade. Já na Vila Madalena, os “Argonautas” tinham como objetivo o fim da ditadura, que também era sinônimo de felicidade. Para eles, o velocino de ouro, que dava felicidade eterna, tinha o mesmo valor do fim da ditadura.
Mas as mesclam permeiam toda a história. Outro exemplo é quando os Argonautas da lenda estão em sua aventura e descobrem uma ilha repleta de ninfas pegajosas, que não davam espaço aos heróis. Essas mulheres são muito parecidas com as mulheres da Vila Madalena, as “Amelinhas”, que também eram muito pegajosas e esnobes.
No desenrolar do livro, ambos os enredos são unificados, apagando as distinções entre eles e nos mostrando que não importa se na Grécia Antiga ou no Brasil na década de 70, todos devemos e precisamos lutar contra as injustiças e pela liberdade.

## Análises

### Linguagem
Ao contar a história dos Argonautas gregos, a narradora usa expressões e frases informais, a mesma usada pelos jovens da Vila Madalena, como “turma”, “pode tirar o Pégaso da chuva” e até “eles dão nó em pingo d’água e enfrentam qualquer tranco.” A razão para a linguagem ser tão parecida é poder relacionar de forma mais efetiva o contexto da Vila Madalena na época da Ditadura Militar com a Grécia Antiga.

### Adolescência
Como podemos perceber durante a leitura, a narradora não nos revela seu nome, mas sabemos que ela tem 14 anos, já é uma adolescente, e como qualquer adolescente, tem uma queda por um garoto, o Magro. Ela é uma menina curiosa, que gosta de teatro, de dançar e de ler. Mora na Vila Madalena e está procurando a liberdade num contexto de ditadura no país.
Como uma garota, a narradora se preocupava com sua aparência. Uma vez um japonês grudou chiclete em seu cabelo e ela foi obrigada a cortá-lo bem curtinho. Ela nos conta que se sentia como um menino, muito feia. Depois ela viu que a protagonista de um novo filme da época, “Acossado”, tinha o cabelo curto e era muito bonita, o que faz ela pensar diferente sobre seu novo visual (cap. 1, p.19).
Magro e a narradora são muito próximos, não namoram mas é possível perceber que eles gostam um do outro, mas só como amigos. Na conversa deles tem uma química, tem um clima. No capítulo 5, que fala sobre as “Amelinhas”, ela diz que quer muito saber o que as meninas fazem para atrair os meninos, pois ela queria ser atraente também, mas da sua própria maneira.
A narradora durante o livro fala bastante sobre as musas. Nós podemos perceber que ela gostaria de ser uma musa quando crescer, pois ela acha que as musas são atraentes, com personalidade forte e muitas delas namoram com Argonautas.
Ou seja mesmo passando por dificuldades, ditadura, o cabelo curto... Ela é uma adolescente comum como todas as outras, com os problemas próprios de sua idade.